# Yeşilyurt, Alaşehir
Yeşilyurt là một thị trấn thuộc huyện Alaşehir, tỉnh Manisa, Thổ Nhĩ Kỳ. Dân số thời điểm năm 2011 là 3.639 người.